# Tusindårsæg
Tusindårsæg (kinesisk: 皮蛋; pinyin: pídàn) er en kinesisk delikatesse. På trods af navnet er tusindårsæg kun 100 dage gamle andeæg, som er konserveret i en blanding af kul og brændt kalk. De har grønlig farve og har en cremet ostelignende smag.